# Remscheid
Remscheid är en kretsfri stad i Regierungsbezirk Düsseldorf i den tyska delstaten Nordrhein-Westfalen. Den ligger omkring 30 kilometer öster om Düsseldorf och 35 kilometer norr om Köln. Staden har cirka 110 000 invånare och är en del av storstadsområdet Rheinschiene. Remscheid är den fjärde största staden i området Bergisches Land, efter Wuppertal, Leverkusen och Solingen.

## Historia
Remscheid grundlades på 1100-talet, men fick inte stadsrättigheter förrän 1808 då den ekonomiska tillväxten i Rhein-Ruhr-området medförde en kraftig tillväxt av befolkningen i orten. 
Staden blev under andra världskriget som så många andra städer i området kraftigt förstörd genom allierade bombangrepp, men den är i dag återuppbyggd som en modern stad.

## Ekonomi
Remscheid är i stor utsträckning beroende av tillverkningsindustri, framför allt maskin- och verktygsindustri.
Verktygstillverkaren Hazet och maskinknivtillverkaren TKM ligger i Remscheid.

## Kommunikationer
Staden är belägen i ett område som är väl försett med motorvägar (ty. Autobahn) och A1 Saarbrücken – Köln – Dortmund – Bremen – Hamburg – Lübeck – Puttgarden passerar stadens ytterområde. Anslutningar till ett flertal andra motorvägar finns i närheten.

## Kända personer
- Adolf Clarenbach, f. ca. 1497, i Remscheid-Lüttringhausen, d. 28 september 1529 i Köln, protestantisk reformator
- Wilhelm Conrad Röntgen, fysiker, nobelpristagare, född i stadsdelen Lennep.
- Peter Haber, svensk skådespelare.